# Thereva manchoulensis
Thereva manchoulensis är en tvåvingeart som beskrevs av Ouchi 1943. Thereva manchoulensis ingår i släktet Thereva och familjen stilettflugor. Inga underarter finns listade i Catalogue of Life.